# Soldadura per raig làser
La soldadura per raig làser és un procés de soldadura per fusió que utilitza l'energia aportada per un feix làser per fondre i recristal·litzacions el material o els materials a unir, obtenint la corresponent unió entre els elements involucrats. En la soldadura làser normalment no hi ha aportació de cap material extern i la soldadura es realitza per l'escalfament de la zona a soldar, i la posterior aplicació de pressió entre aquests punts.
Mitjançant miralls es focalitza tota l'energia del làser en una zona molt reduïda del material. Quan s'arriba a la temperatura de fusió, es produeix la ionització de la barreja entre el material vaporitzat i el gas protector (formació de plasma). La capacitat d'absorció energètica del plasma és més gran fins i tot que la del material fos, de manera que pràcticament tota l'energia del làser es transmet directament i sense pèrdues al material a soldar. L'alta pressió i alta temperatura causades per l'absorció d'energia del plasma, continua mentre es produeix el moviment del capçal arrossegant la "gota" de plasma envoltada amb material fos al llarg de tot el cordó de soldadura. D'aquesta manera s'aconsegueix un cordó homogeni i dirigit a una petita àrea de la peça a soldar, de manera que es redueix la calor aplicat a la soldadura reduint així les possibilitats d'alterar propietats químiques o físiques dels materials soldats.